# Carl Laemmle
Pour les articles homonymes, voir Laemmle.
Carl Laemmle, né le 17 janvier 1867 à Laupheim (Royaume de Wurtemberg), mort le 24 septembre 1939 à Los Angeles (Californie), est un producteur américain d'origine allemande, fondateur d'Universal Pictures.

## Biographie
Après la mort de sa mère, d'origine juive, Carl Laemmle arrive aux États-Unis à New York le 27 février 1884 où il rejoint son frère qui lui trouve un travail d'aide-comptable. Il gravit petit à petit tous les échelons de la compagnie qui l'emploie et décide d'investir en 1906 son argent dans le cinématographe.
En 1902 il contrefait "Le Voyage dans la Lune" de Georges Méliès et commence à gagner de l'argent en le diffusant en toute illégalité. (Comme Lubin et Edison) Source Itw G.@journal  Ce soir du 23/12/1937 Gallica .
Avec son épouse, il crée une société de diffusion, The Laemmle Film Service et ouvre des nickelodeons dont le succès est immédiat grâce à l'engouement pour les courts métrages de cinéma. Avec William Fox, il refuse de verser une taxe au trust Edison qui revendique la paternité des brevets de tournage et de projection. Il crée alors sa première compagnie de production, Independent Motion Picture Company, qui produira dès sa première année d'existence plus de cent films. Il embauche Mary Pickford. En 1912, il revend Independent Motion Picture Company et avec l'argent constitue le 8 juin la Universal Film Manufacturing Company. Harold Lloyd, Harry Carey et Lon Chaney sont les premières stars de la compagnie.
Laemmle qui vit à New York, fait d'Irving Thalberg son bras droit à Hollywood. Laemmle donne sa chance à John Ford et Erich von Stroheim qui souhaitent passer derrière la caméra. Maris aveugles de Stroheim est une réussite commerciale. Laemmle donne alors carte blanche à  Stroheim pour réaliser Folies de femmes qui s'avère un gouffre financier pour la compagnie. Laemmle doit lâcher Stroheim. Universal compte désormais sur Lon Chaney. Mais petit à petit, Laemmle est mis à l'écart de la compagnie. Il est finalement remplacé par son fils Carl Laemmle Jr. à la tête des studios en 1928.
Laemmle meurt en 1939 à l'âge de 72 ans.

## Filmographie partielle

### Comme producteur
- 1911 : Their First Misunderstanding de Thomas H. Ince et George Loane Tucker
- 1912 : A Modern Highwayman d'Otis Turner
- 1912 : The Immigrant's Violin d'Otis Turner
- 1912 : Shamus O'Brien d'Otis Turner
- 1912 : Caught in a Flash d'Otis Turner
- 1912 : In Old Tennessee d'Otis Turner
- 1915 : Across the Footlights de Burton L. King
- 1915 : A Second Beginning de Burton L. King
- 1916 : Her Greatest Story de Lynn Reynolds
- 1916 : The Windward Anchor de Lynn Reynolds
- 1916 : Lonesomeness de Lynn Reynolds
- 1916 : The Secret Foe de Lynn Reynolds
- 1916 : Bill's Wife de Lynn Reynolds
- 1916 : The Brink de Lynn Reynolds
- 1916 : The Gambler de Lynn Reynolds
- 1916 : Miss Blossom de Lynn Reynolds
- 1916 : The Thief of the Desert Lynn Reynolds
- 1916 : Her Great Part de Lynn Reynolds
- 1916 : Grouches and Smiles de Lynn Reynolds
- 1916 : Her Soul's Song de Lloyd B. Carleton
- 1916 : Lucile the Waitress de William Bailey
- 1919 : La Loi des montagnes d'Erich von Stroheim
- 1919 : Un délicieux petit diable (The Delicious Little Devil) de Robert Z. Leonard
- 1919 : Les Marches qui craquent (Creaking Stairs) de Rupert Julian
- 1920 : Les Passe-partout du diable d'Erich von Stroheim
- 1920 : La Vierge d'Istanbul (The Virgin of Stamboul) de Tod Browning
- 1921 : Playing with Fire de Dallas M. Fitzgerald
- 1921 : Rich Girl, Poor Girl de Harry B. Harris
- 1922 : Folies de femmes d'Erich von Stroheim
- 1922 : Viviane (Wild Honey) de Wesley Ruggles
- 1922 : Un derby sensationnel (The Kentucky Derby) de King Baggot
- 1923 : Notre-Dame de Paris de Wallace Worsley
- 1924 : The Turmoil de Hobart Henley
- 1923 : La Terre a tremblé de Lambert Hillyer
- 1925 : Le Fantôme de l'Opéra de Rupert Julian
- 1925 : Stella Maris de Charles Brabin
- 1925 : Let 'er Buck d'Edward Sedgwick
- 1926 : Invalide par amour (Chip of the Flying U) de Lynn Reynolds
- 1926 : Dans la clairière en feu (The Combat) de Lynn Reynolds
- 1926 : Mon oncle d'Amérique (Take It from Me) de William A. Seiter
- 1926 : The Buckaroo Kid de Lynn Reynolds
- 1926 : Femmes d'aujourd'hui (Butterflies in the Rain) d'Edward Sloman
- 1926 : Les Mésaventures de Jones (What Happened to Jones)
- 1926 : Prisonniers de la tempête (Prisoners of the Storm) de Lynn Reynolds
- 1927 : The Claw de Sidney Olcott
- 1927 : Sur la piste blanche (Back to God's Country) d'Irvin Willat
- 1927 : Le Fils de Kid Roberts (On Your Toes) de Fred C. Newmeyer
- 1927 : La Volonté du mort de Paul Leni
- 1927 : Le Roi de la prairie (The Prairie King) de B. Reeves Eason
- 1927 : L'Homme aux cheveux rouges (The Silent Rider) de Lynn Reynolds
- 1928 : L'Implacable Destin (Love Me and the World Is Mine) de Ewald André Dupont
- 1928 : Le Prince des cacahuètes (How to Handle Women) de William James Craft
- 1928 : 13 Washington Square de Melville W. Brown
- 1929 : Cohen et Kelly aux bains de mer (The Cohens and Kellys in Atlantic City) de William James Craft
- 1930 : L'Amérique a soif (See America Thirst) de William J. Craft
- 1930 : À l'Ouest, rien de nouveau de Lewis Milestone
- 1930 : La Tourmente (The Storm) de William Wyler